# Bodiroge
Bodiroge (Бодироге) è un centro abitato della Bosnia ed Erzegovina, compreso nel comune di Trebigne.